# Союз МС (Лунная версия)
«Союз МС (Лунная версия)» — российский транспортный пилотируемый космический корабль, предназначенный для полётов к Луне, создаваемый РКК Энергия.
Первоначально план производства был отвергнут в пользу корабля нового поколения Орел (Федерация), однако позднее было принято решение построить оба корабля. После 3 заседаний в январе 2019 года проект, разрабатываемый много лет, перешёл в активную фазу.
Целью разработки является, с одной стороны, доставка американских и российских космонавтов к Луне, с другой — развитие космического туризма, создание второй резервной системы сообщения с орбитальной станцией Lunar Orbital Platform-Gateway.
По мнению главы Роскосмоса Дмитрия Рогозина, модернизированный Союз МС может отправиться к Луне раньше Федерации. Специалисты планируют произвести модернизацию до конца 2022 года.
Разработка корабля отменена в пользу корабля Орёл

## История
Космические корабли «Союз» начали разрабатываться в 1962 году, в ОКБ-1 под руководством Сергея Павловича Королёва, как корабли нового поколения, которые должны были заменить корабли серии «Восток». При этом создавались они с возможностью глубокой модификации для полёта к Луне. Иными словами под советскую лунную программу. С целью реализации которой были последовательно созданы и запущены три автоматических зонда на базе кораблей Союз, облетевших Луну в 1968—1970 годах. Масса зондов, облетевших Луну и успешно вернувшихся на Землю, составляла 5 тонн, они не располагали бытовым отсеком. Была доказана возможность полёта людей на Союз 7К-Л1, однако, после высадки американцев на Луну программа была свёрнута.

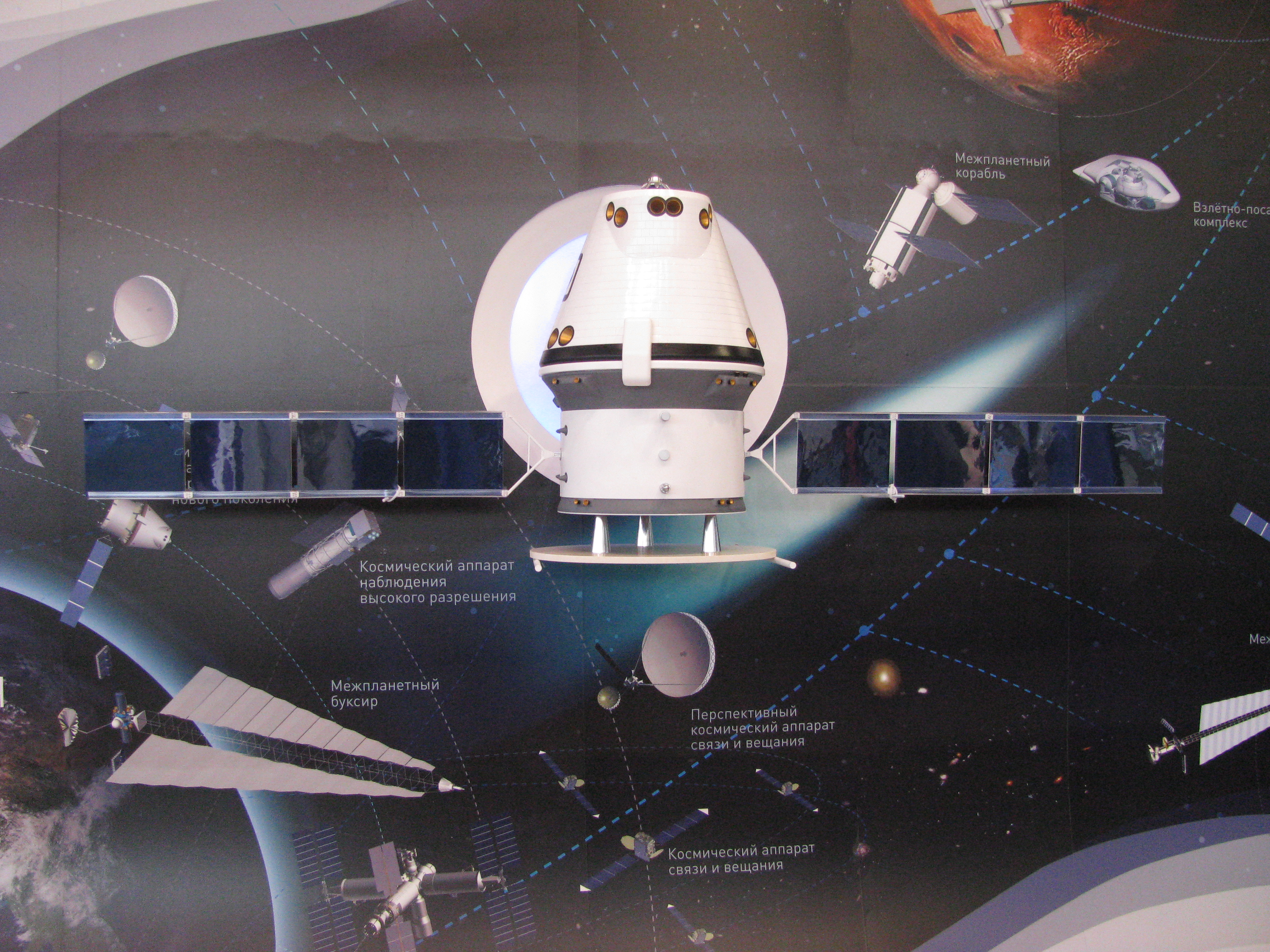
Макет корабля Федерация

Возможность модернизации кораблей Союз рассматривалась неоднократно, в 2011 году на выставке МАКС была представлена модель для коммерческих пусков, состоящая из корабля Союз и разгонного блока ДМ, в 2012 году американская компания Space Adventures предлагала внести изменения в корабли серии Союз-ТМА путём добавления жилого модуля. К 2016 году уже был готовый эскизный проект. В 2017 году велись работы, призванные решить проблему с радиацией. В 2018 в связи с отставанием в производстве корабля нового поколения Федерация и просьбой в 2019 году со стороны НАСА рассмотреть возможность модернизации космического корабля серии Союз для создания резервной системы сообщения с Луной было решено наконец реализовать проект. Ранее США предлагали оплатить работы по модернизации, однако в Роскосмосе было принято решение выполнить работу за свой счёт.

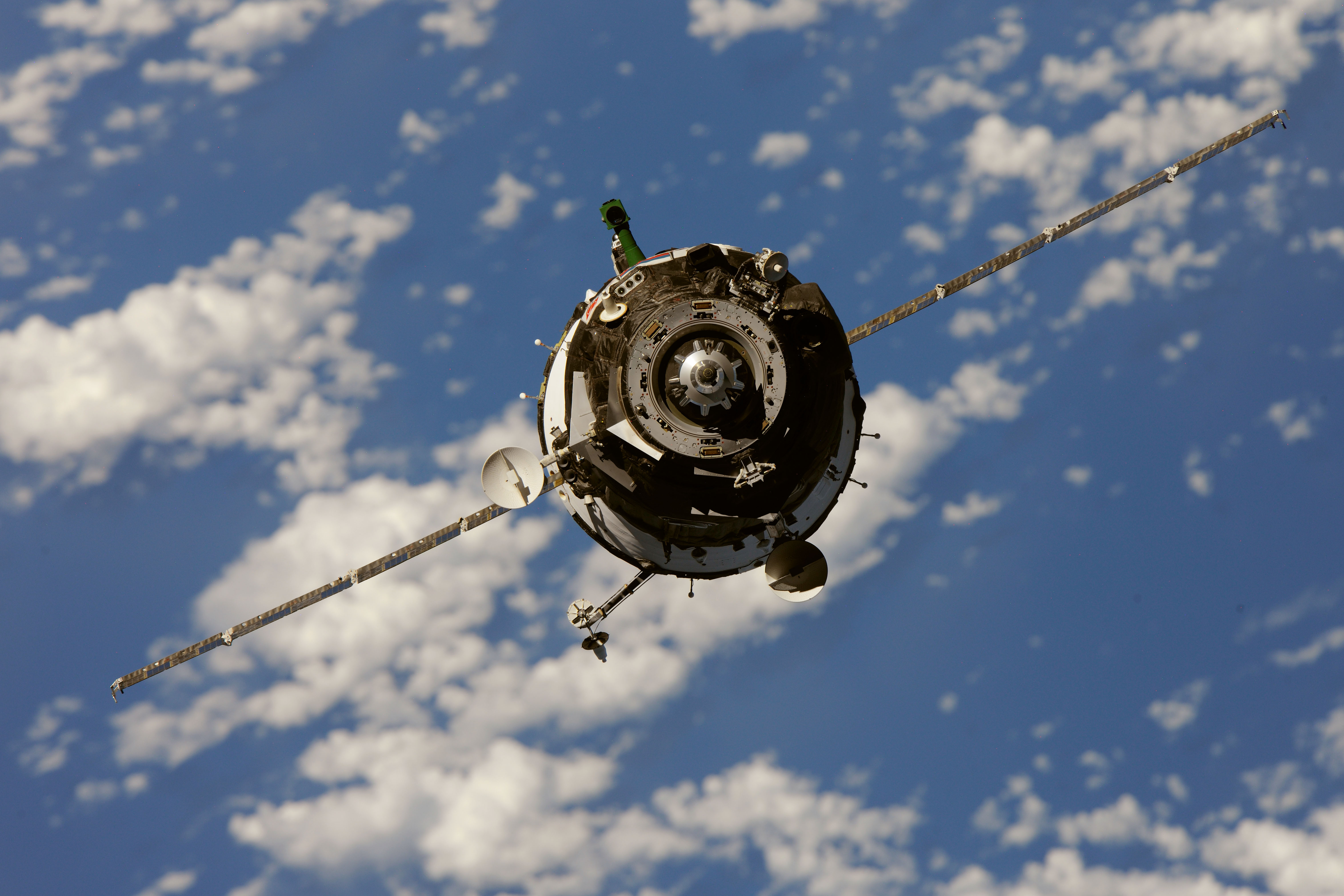
«Союз ТМА-01М» перед стыковкой с МКС

Когда специалисты РКК Энергии стояли перед выбором разработки нового космического корабля или глубокой модернизации корабля Союз, выбор был сделан в пользу первого. Однако после специалисты произвели дополнительные расчеты, поняв, что возможно создание сразу двух космических кораблей. Предложение было поддержано руководством Роскосмоса и РКК Энергии в лице Сергея Романова. Планируется завершить работу по модернизации Союза МС к 2022 году, то есть создать новую радиационную защиту, датчики, систему жизнеобеспечения, связи и электропитания.
Официальный представитель НАСА считает, что российские системы транспортировки обладают важными преимуществами при обслуживании МКС, а также, что применение отличающихся друг от друга альтернативных систем и транспортных мощностей необходимо для исследования Луны. Такое заявление было вполне уместно с учётом планов НАСА по созданию на орбите Луны станции Lunar Orbital Platform-Gateway.

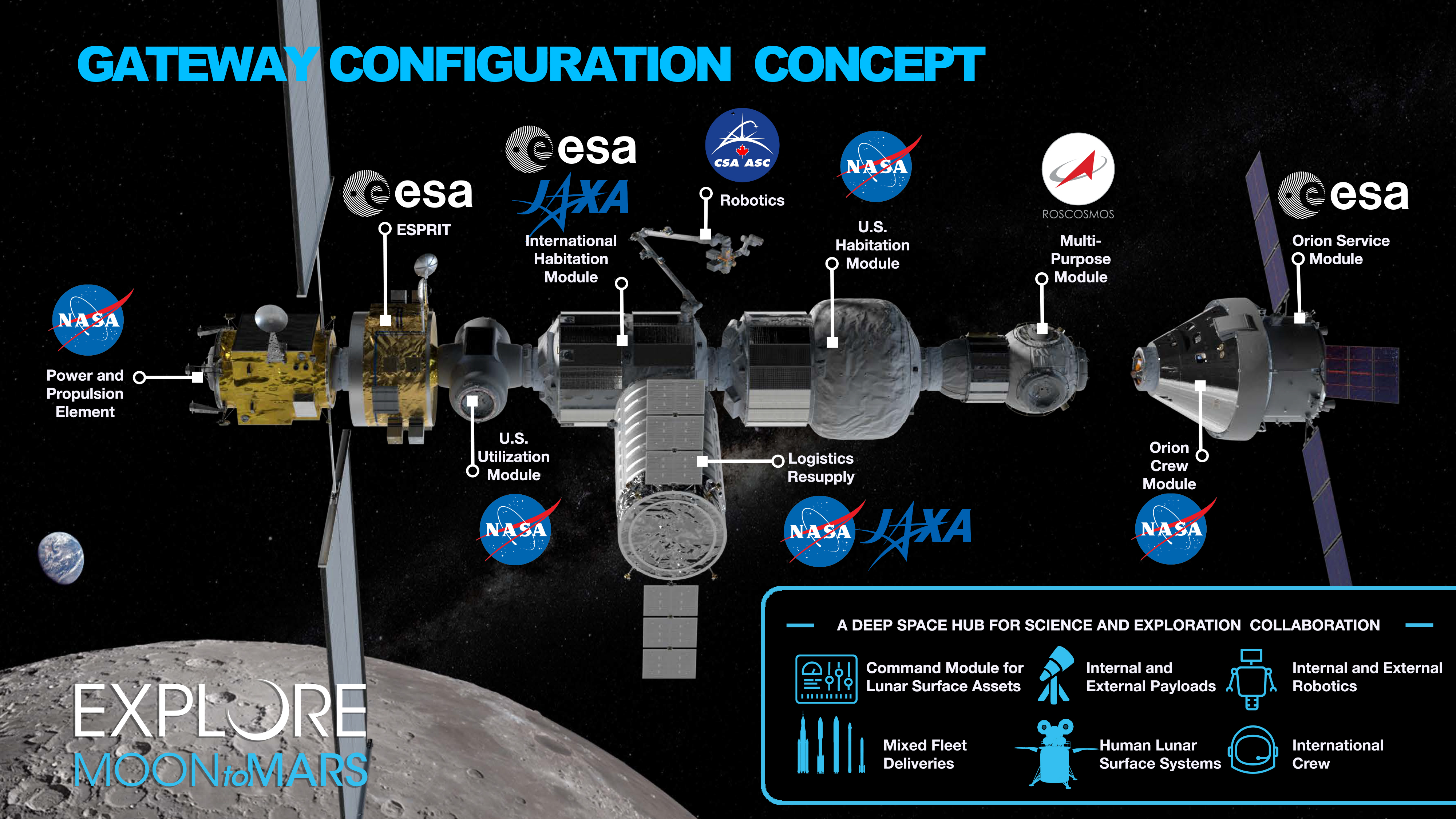
Эскиз станции Lunar Orbital Platform-Gateway

Особенностью нового проекта станет то, что МКС будет промежуточной станцией на пути к Луне, где космонавты будут дожидаться прибытия разгонного блока ДМ, который будет выводить ракета семейства Ангара с грузоподъёмностью 27 тонн или Протон, способный вывести 23 тонны. Первый полёт планируется провести в облёт Луны, к спутнику 2 космонавта будут добираться 3 суток. Рассчитывается, что будут использоваться несколько разгонных блоков для выхода на орбиту Луны с последующей стыковкой с орбитальной станцией и возвращением на Землю.

## Ход работы

### 2004

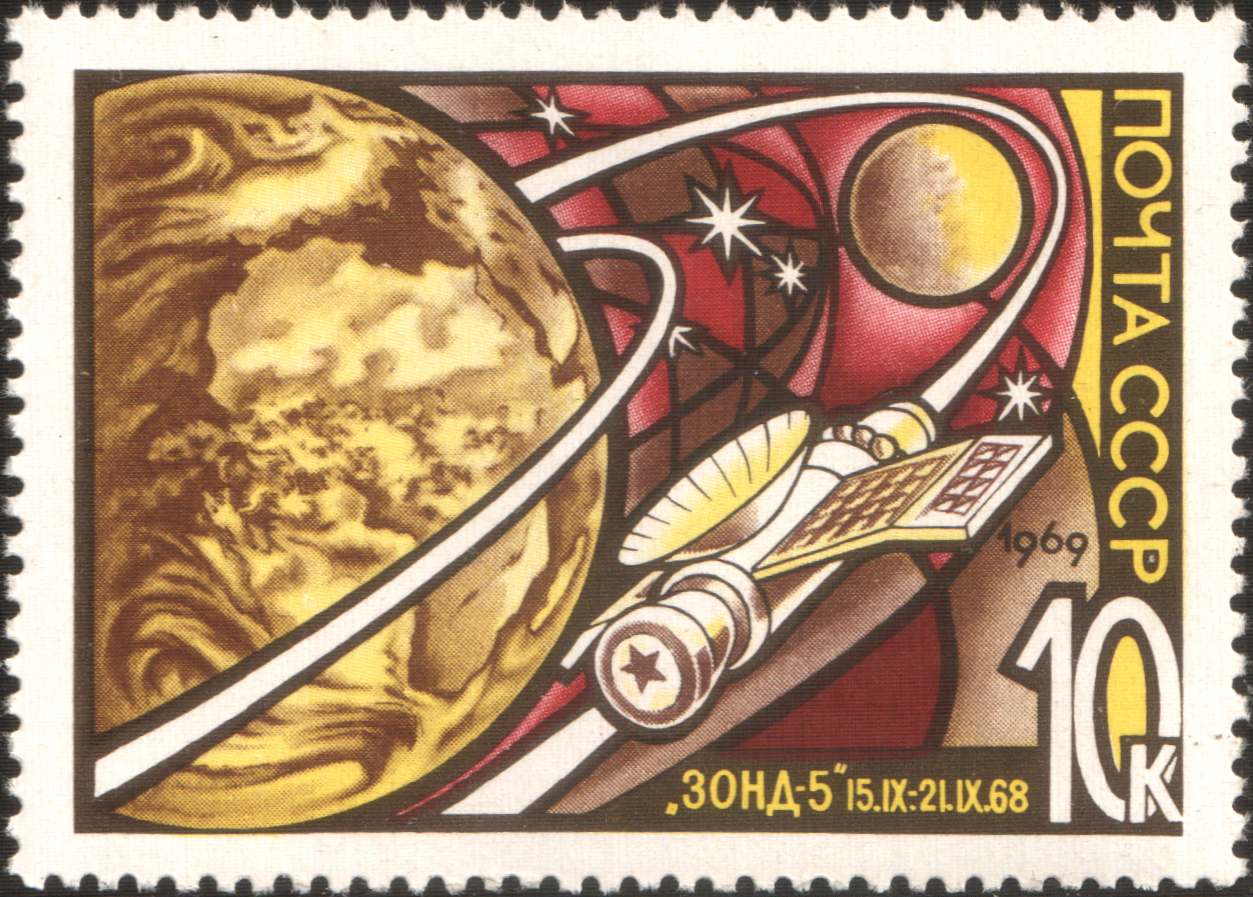
Советская почтовая марка, посвящённая полёту «Зонда-5»

В июле компания Constellation Services International во главе с Чарльзом Миллером представила свой проект по туристическим полётам к Луне на кораблях Союз на конференции «Возвращение на Луну». По словам главы компании, уже были проведены переговоры с заинтересованными в полётах лицами. Длительность полёта должна была составлять 7 суток, плюс нужен был разгонный блок и дополнительная теплозащита. Миллер напоминал, что более 30 лет назад была создана специальная версия корабля Союз под именем «Зонд», которая успешно слетала к Луне и ничего принципиально нового создавать не нужно.

### 2005

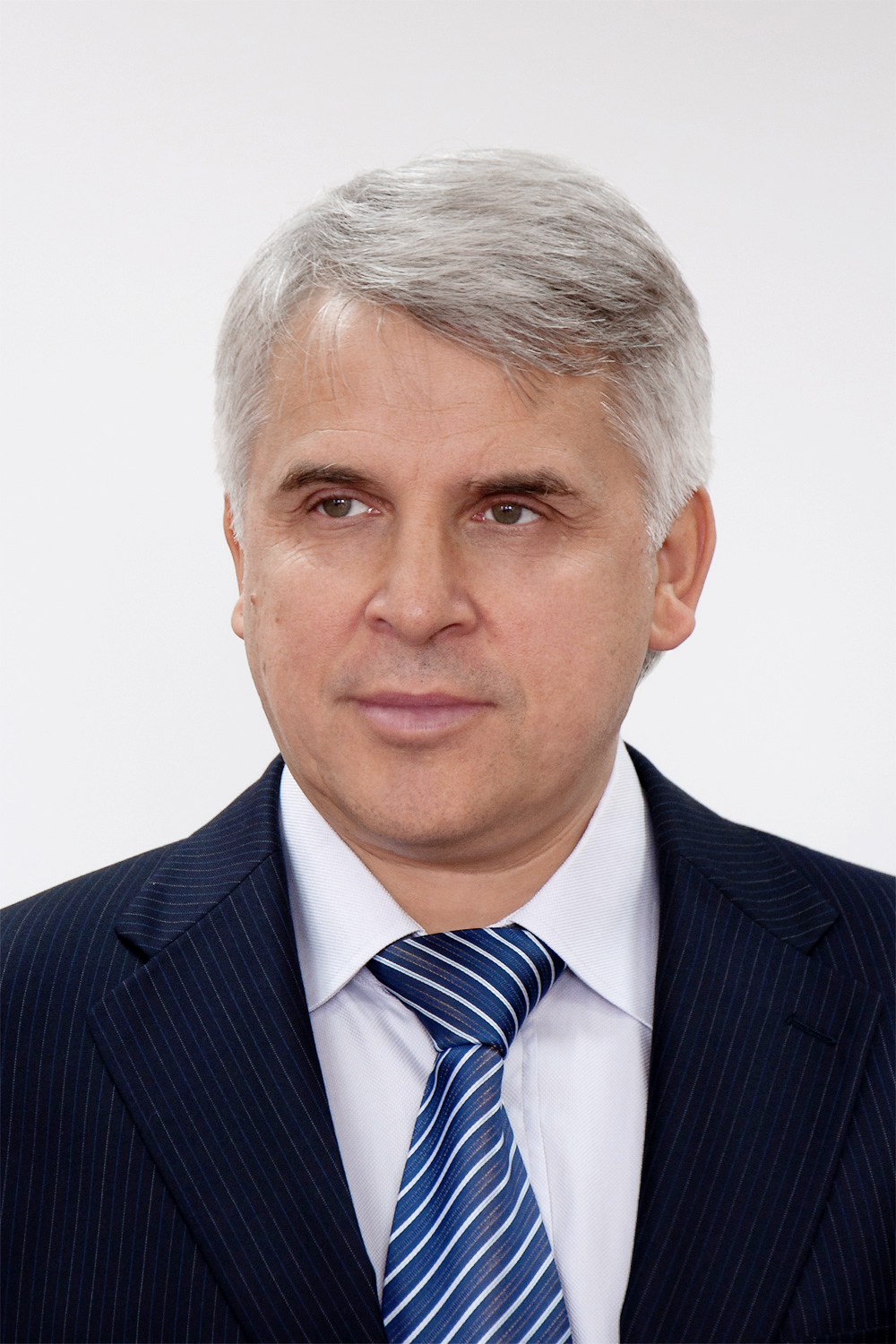
Николай Севастьянов

Спустя год в июле с аналогичным предложением и новым проектом выступила РКК Энергия. Проект предполагал, что полёт будет осуществляться с помощью корабля Союз-ТМА и ракеты-носителя Союз, после чего турист проведёт неделю на МКС, а затем на орбиту будет выведен разгонный блок ДМ с помощью ракет Протон или Зенит. Полёт будет осуществляться с двумя профессиональными космонавтами на высоте 100—200 км от поверхности спутника. В том же месяце проект получили в Роскосмосе и отправили его на техническую экспертизу. В августе компания Space Adventures сообщила о новой возможности, облёте спутника Земли на кораблях Союз, по цене 100 миллионов за одно место, с двумя космонавтами на борту, планируя провести первый полёт по программе Deep Space Expeditions в 2010 году. В том же месяце на МАКС-2005 проект представил сам глава РКК Энергия Николай Севастьянов. Проект предполагал остановку на МКС и запуск разгонного блока на 5 сутки, необходимого для разгона корабля до 2-й космической скорости. На 9-е сутки Союз облетит Луну, а на 12-е — вернётся на Землю. Рассматривались и другие варианты без стыковки с МКС, на 9 дней и с более длительным пребыванием на станции на 21 день.

### 2006

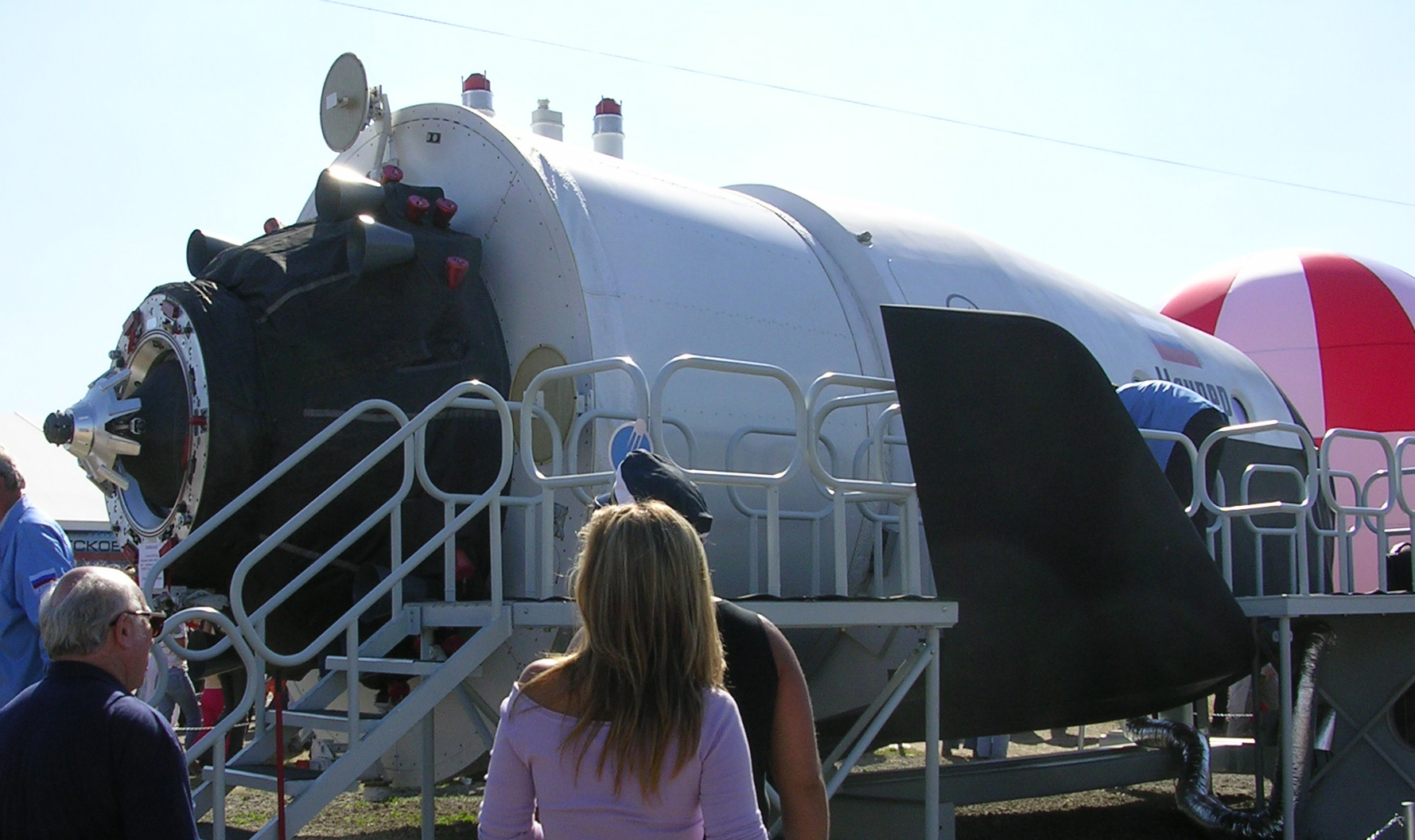
Клипер макет в натуральную величину на МАКС-2005

На 5 Международном космическом конгрессе глава РКК Энергия Николай Севастьянов, сообщил о том что Россия сможет совершить пилотируемый полёт к Луне в 2011 году. Согласно планам, у корабля увеличат полезную нагрузку, снабдят новой теплозащитой, новыми бортовыми системами, которые используют затем в корабле Клипер. После модернизации корабль должен был быть способен к входу в атмосферу со 2 космической скоростью и пребывать в составе МКС не полгода, а год. Первый образец должны были произвести к 2010 году. Более того, Николай Николаевич на Фарнборо-2006 предлагал осуществлять программу промышленного освоения Луны, 

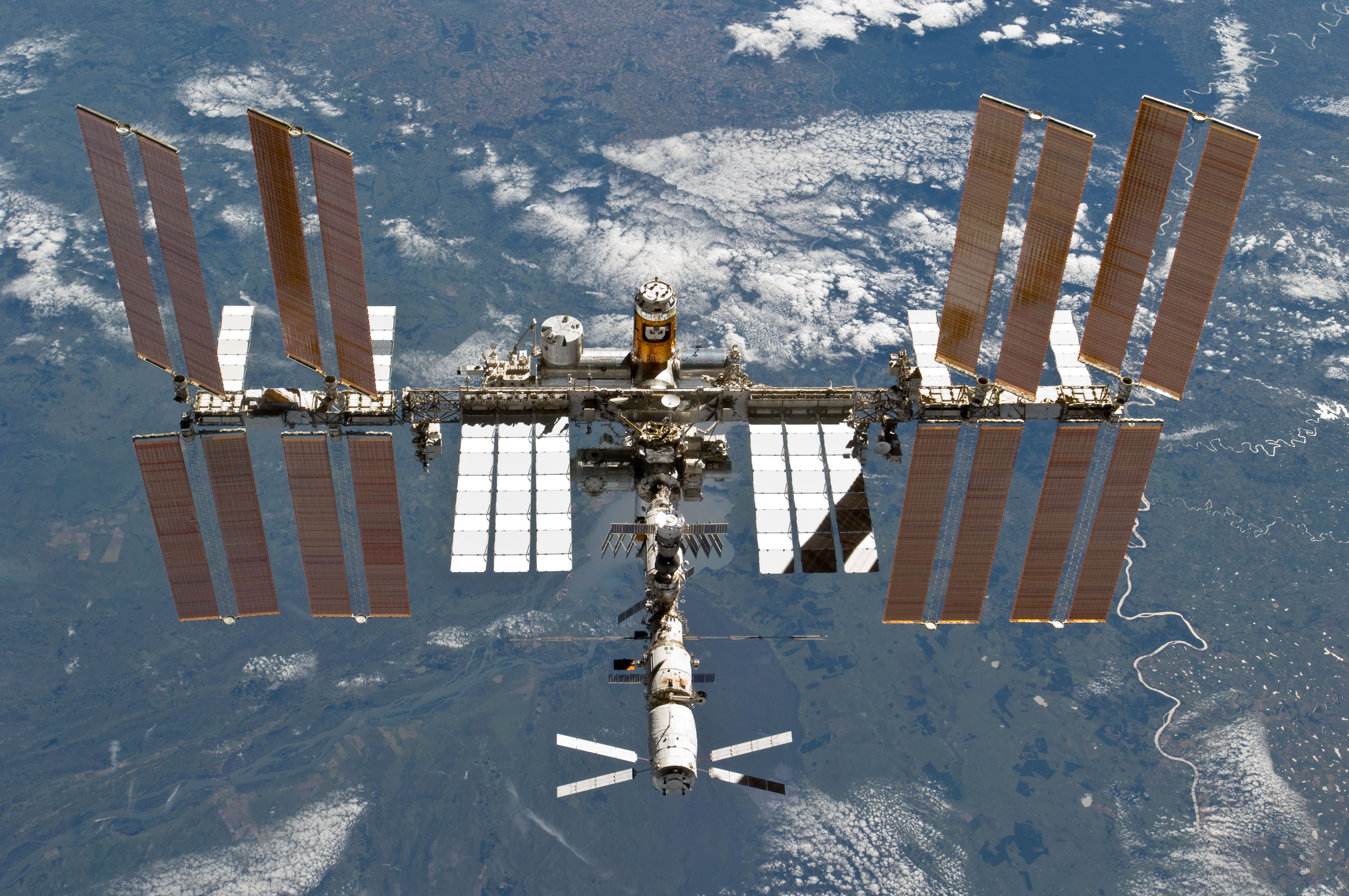
«МКС»

для этого использовать уже имеющиеся ракеты. В рамках первого этапа планировалось осуществить облёт Луны в 2012 году, с тремя космонавтами на борту с промежуточной остановкой на МКС. В рамках второго этапа Протон выводил бы разгонный блок ДМ с бытовым отсеком Союза. На третьем этапе разгонный блок выводил бы Союз в облёт Луны. Севастьянов подчеркивал, что планируется привлечь деньги от частных зарубежных инвесторов. Во время презентации программы в Ле-Бурже Николаю Севастьянову пришлось вернуться на Родину и узнать, что он направлен в отставку, так как акционеры не разделяли его взглядов на программу с использованием модернизированных кораблей Союз и Клипера.

### 2007
В небольшом интервью глава РКК Энергия рассказал, что планируется запускать модернизированные корабли Союз с помощью ракеты-носителя Союз-2 с космодрома Байконур или космодрома Куру во Франции. Возможность уже обсуждалась с Европейским космическим агентством. По мнению Севастьянова, разумно было бы иметь две системы, способных подменять друг друга в случае необходимости.

### 2009
Ввиду финансовых ограничений и требований к новому пилотируемому кораблю было принято решение создавать корабль, получивший позднее название Федерация, отказавшись от модернизации Союза.

### 2010
Компания Space Adventures начала искать желающих совершить облёт Луны ещё в 2010 году, по договоренности с РКК Энергия.

### 2011

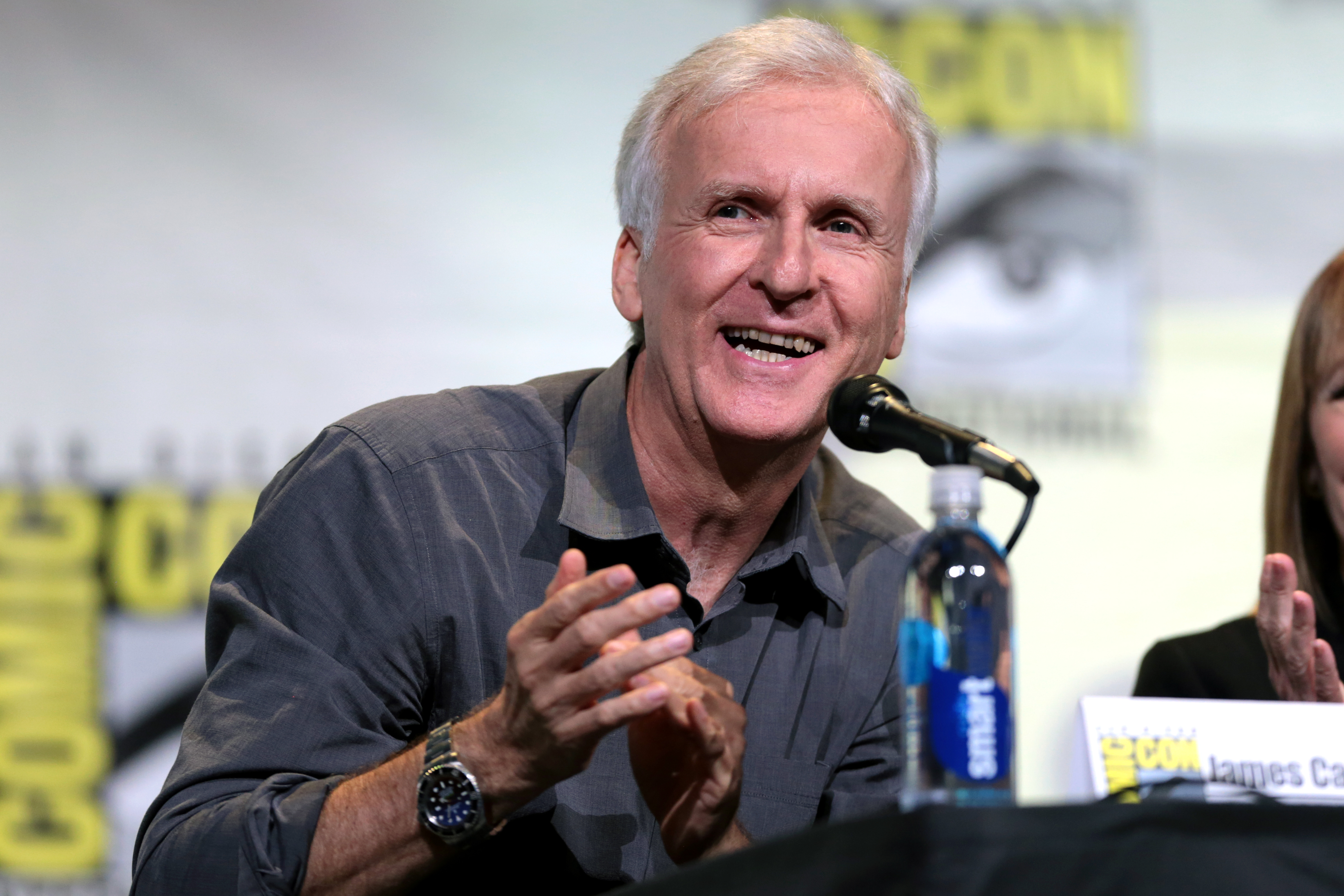
Джеймс Кэмерон, режиссёр кинофильма «Терминатор»

На МАКС-2011 была продемонстрирована модель модернизированного космического корабля Союз с разгонным блоком ДМ. Как сообщал Виталий Лопота, велись переговоры с заинтересованными в коммерческих полётах людьми, были проекты и желающие. На том же салоне представитель Space Adventures Сергей Костенко сообщил, что компания до конца года объявит имена двух космических туристов, которые полетят к Луне в 2016—2017 годах.
В январе Эрик Андерсон глава Space Adventures на конференции в Мюнхене объявил, что одно из двух мест на корабле Союз уже продано за 150 миллионов долларов. Покупателем оказался Гарольд Макпайке, который вернул свои 7 миллионов депозита в 2017 году.
В феврале руководитель пилотируемых программ Роскосмоса Алексей Краснов в интервью на телеканале Россия-1 сказал, что в перспективе туристические полёты возможны и потребуют незначительной доработки кораблей Союз, в то же время начальник ЦПК Сергей Крикалёв подчеркнул, что центр готов тренировать будущих космонавтов и туристов, однако, никто пока на тренировку не приезжал.
В июне выяснилось, что первым купившим билет за 150 миллионов был Джеймс Кэмерон — режиссёр кинофильма Титаник.

### 2014
В июне представитель Роскосмоса всячески отрицал участие компании в организации полётов к Луне с помощью российских Союзов, о которых говорил представитель компании Space Adventures Том Шелли. Шелли описал планируемый туристический облёт Луны, как двухпусковую схему с разгонным блоком ДМ. Согласно которой будет проведена модернизация существующего корабля Союз, к которому будет добавлен жилой блок и новые системы. Он также отметил, что сначала состоится полёт без пассажиров на борту, а с туристами — не ранее 2017 года. Он также отметил, что двое желающих туристов уже внесли часть денег, а сумма билета составляет 150 миллионов долларов. Позднее Виталий Лопота сообщил, что РКК Энергия активно сотрудничает с компанией Space Adventures и возможности для реализации проекта есть, в то же время стало известно, что уже заключены 2 контракта со стоимостью одного места в 150 миллионов.

### 2016
| «                                                    | У нас есть эскизный проект по модернизации космического корабля "Союз", который изначально создавался с учетом перспектив организации лунной экспедиции. Модернизированный "Союз" может осуществить короткий полет к Луне, позволяющий облететь спутник Земли. Потенциально мы рассматриваем восемь реальных кандидатов, готовых заплатить за такую экспедицию. | » |
| — Владимир Солнцев, генеральный директор РКК Энергия | |   |

Был готов эскизный проект. 8 человек согласились заплатить по 120 миллионов долларов за возможность облететь спутник Земли. 7 из них были японцами, а одним из первых заинтересовавшихся Джеймс Кэмерон. Владимир Солнцев представитель РКК Энергия сообщил, что как только компания наберёт достаточное количество заявок, она сможет развернуть масштабными работы. Солнцев заметил, что в организации понимают, что скоро потребность в кораблях Союз у международных партнёров может отпасть, так как они создают собственные корабли, по это возможность зарабатывать на туристах может помочь организации сохранить накопившийся за десятилетия стабильной работы опыт по созданию кораблей. Он отметил, что наращивать радиационную защиту у модифицированных кораблей не планируется, так преодоление поясов радиации будет происходить быстро, а весь полёт составит 5-6 дней, что не будет опасно для здоровья.

### 2017

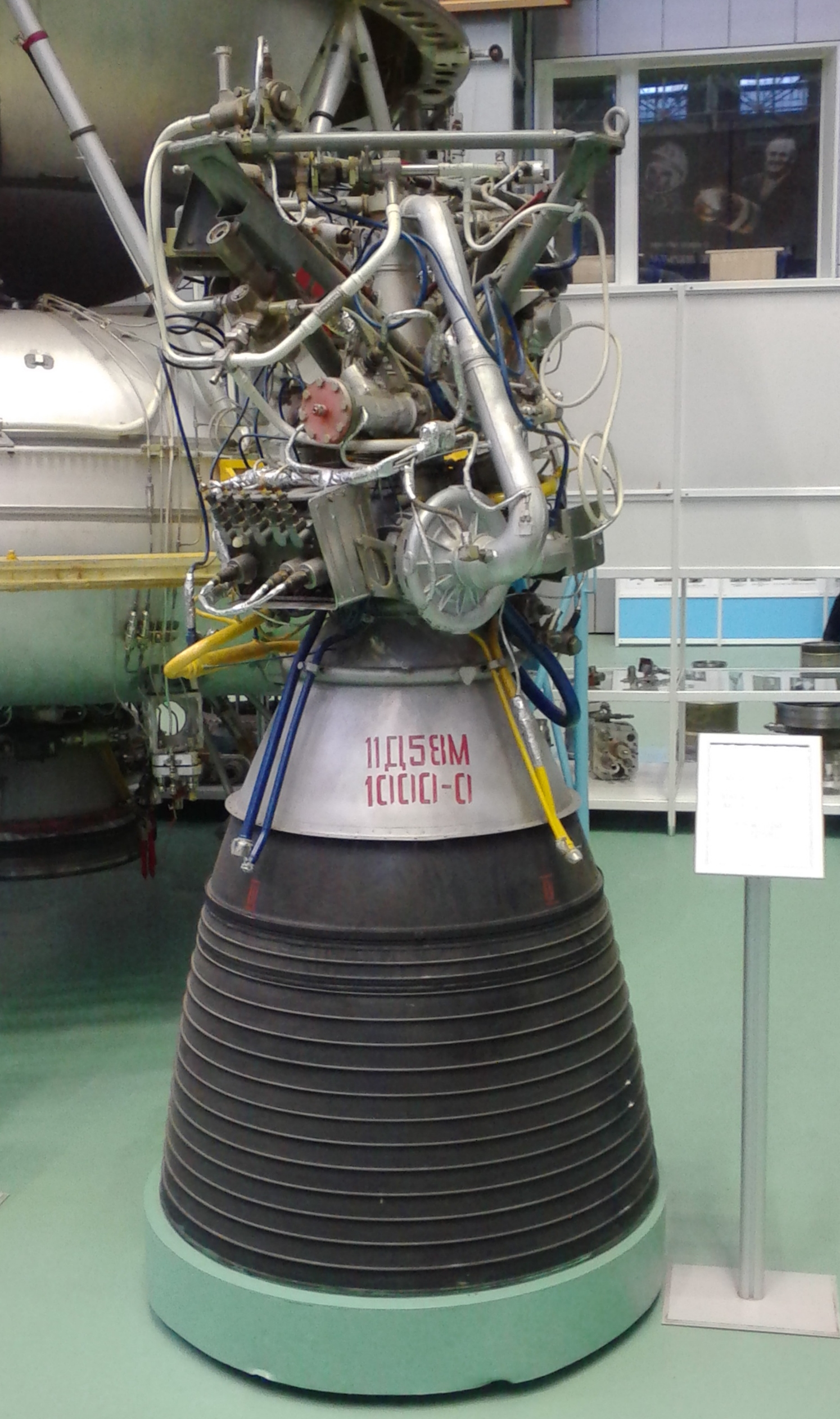
Ракетный двигатель 11Д58М в музее ЗАО «ЗЭМ» РКК Энергия

Специалисты РКК Энергии работали над вопросом обеспечения дополнительной защиты и модернизации нового корабля. Планировалось предложить услуги по коммерческим полётам в 2021—2022 годах. Предполагалось, что полёт состоится через 5-6 лет после заключения контрактов с клиентами, желающими облететь Луну. В марте того же года планировалось подписать соглашение на 9 мест. Топливо для разгона корабля давал бы блок ДМ,а топливо для коррекцией баллистической траектории поступало бы от корабля Союз.

### 2018
НАСА обратилось к Роскосмосу с просьбой доработать космический корабль Союз так, чтобы он мог летать на орбиту Луны. С целью создания второй, резервной линии сообщения между Землей и Луной на случай неисправности американских космических кораблей. Такая необходимость может возникнуть с учётом планов НАСА по созданию на орбите Луны американской станции Lunar Orbital Platform-Gateway, к работе в которой приглашали в том числе и Россию. Глава Роскосмоса Дмитрий Рогозин объявил о том, что, пока Россия не закончит строительство корабля Федерация, возможно, к Луне будут летать модернизированные версии российских Союзов.

### 2019

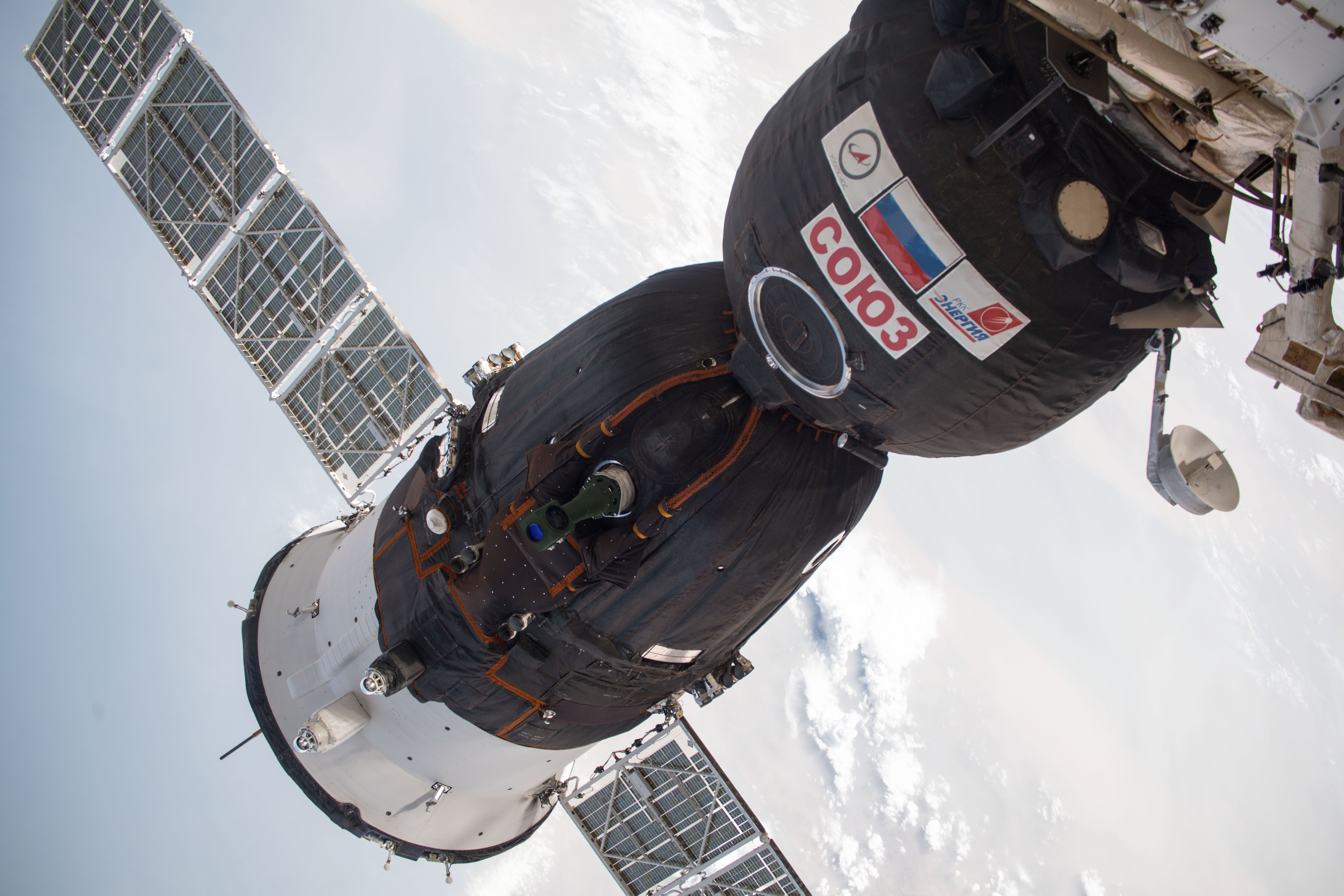
ТПК «Союз МС-09» пристыкован к модулю «Рассвет» МКС

10 января 2019 года состоялось первое рабочее совещание в ЦНИИмаш, в ходе которого начата разработка концепции корабля на базе Союза МС с глубокой модернизацией. Был представлен эскизный проект, существовавший с 2016 года. Рассматривалась версия, при которой новый корабль будет стартовать к Луне с орбиты МКС. Перелётный модуль новой системы будет состоять из модернизированной версии Союз МС и разгонного блока, которые будут доставляться к МКС двумя запусками ракет-носителей Союз-2.1а. Пока что предполагается, что новому кораблю понадобятся новые системы связи, жизнеобеспечения, электрификации и усиленной теплозащиты и радиационной защиты. Фактически у новой версии Союза появится второй корпус. Также будут установлены звёздные датчики, приборы ручного управления, испарительная система, дополнительные двигатели и баллоны с кислородом.
14 января состоялось второе совещание, на котором рассматривался внешний облик корабля и были представлены технические расчеты. 18 января глава Роскосмоса рассказал, что специалисты РКК Энергия подтвердили свою готовность создания лунной версии корабля. 19 января начались работы по новой версии корабля Союза.
В марте на основе выводов специалистов стало понятно, что фактически для модернизации корабля создадут второй корпус, полёт будет возможен по двухпусковой схеме с остановкой на МКС.

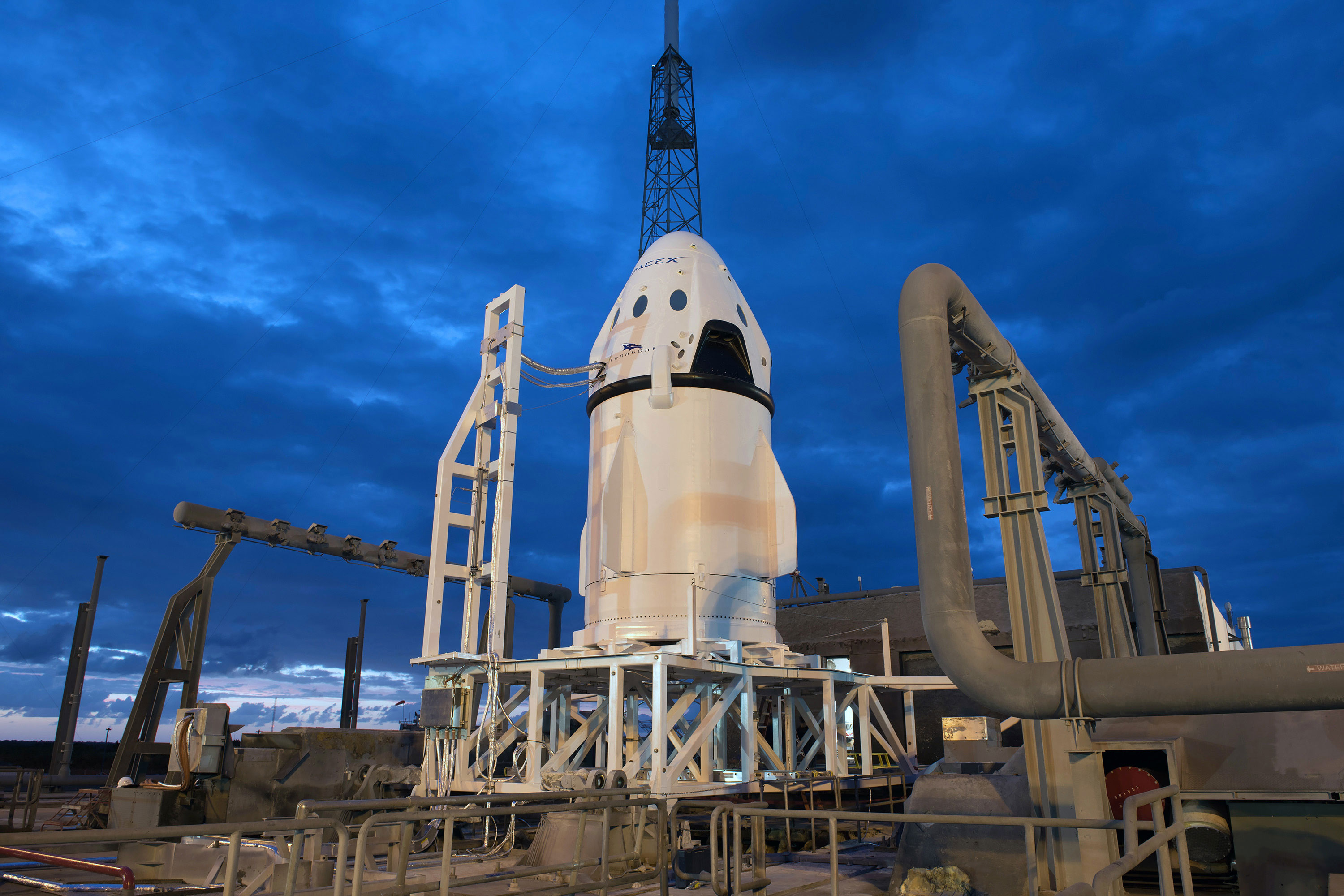
Корабль SpaceX Dragon 2

3 апреля Дмитрий Рогозин сообщил, что корабль, который сейчас разрабатывается, кардинально отличается от того, что недавно испытала компания SpaceX — она изготавливает околоземный корабль, а российский предназначен для работы за пределами геомагнитного поля Земли. 11 апреля рассказал о том, что в будущем станет возможным отправлять россиян в полёт за выдающиеся заслуги перед Отечеством.
В октябре от Сергея Крикалёва, главы пилотируемых программ Роскосмоса, стало известно, что планируется создание ещё одного корабля для полётов к Луне, но под одного пилота, с более комфортабельными условиями для туристов, чьё производство оплатит американская компания Space Adventures.
В ноябре 2019 предполагали выводить космический корабль с помощью семейства ракет Ангара.

## Стоимость работ
Модернизацию Союза МС оценили в 400 — 500 миллионов долларов, включая одну миссию.
В 2016 году опытно-конструкторские работы с одним полётом оценивали в 300 миллионов долларов.

## Космический туризм
В 2018 году были произведены расчеты стоимости одного места на борту корабля и недельной поездки, которые составили от 150 до 180 миллионов долларов.

## Критика
Основными аргументами критики проекта является его стоимость, непонимание того, зачем он нужен, когда строится космический корабль Федерация, предназначенный, по мнению критиков, лишь для полётов к Луне.
Юрий Коптев, бывший глава Роскосмоса, к примеру, полагает, что нужно смотреть вперёд, а не назад, делать упор на работы по новому кораблю Федерация, так как полёт модернизированной версии Союза мало что дает, к тому же работа по доработке потребует отвлечения финансов, которые лучше сосредоточить так, чтобы это не отразилось на перспективных проектах, а не тех, что могут вызвать восторг у людей, не разбирающихся в космонавтике.
Научный руководитель Института космической политики Иван Моисеев оценил проект в 1 миллиард долларов, сообщив о том, что практически придется создавать новый корабль, а в России и модернизация длится годами.
Космонавт Валерий Рюмин также считал, что подобный проект не продвинет космонавтику вперёд, оттянет на себя денежные средства, необходимые на корабль Федерацию и, ко всему прочему, полагал, что полёт без защиты от радиации и специальных систем спасения опасен.
Ряд специалистов, таких как ведущий сотрудник Института космических исследований РАН Натан Эйсмонт и первый вице-президент Федерации космонавтики России Олег Мухин, подчеркнули то, что заключить договор с иностранным инвестором нетрудно, но в связи с тем, насколько подобный проект затратен, стоимость полета может составить около 1 миллиарда долларов, по мнению Эсмонта.
По мнению Геннадия Падалки, космический корабль Союз — качественный и надежный аппарат, но проходит бесконечные модернизации, хотя давно уже устарел.